# Lawson Soulsby, Baron Soulsby of Swaffham Prior

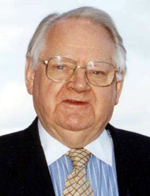
Lawson Soulsby, Baron Soulsby of Swaffham Prior

Ernest Jackson Lawson Soulsby, Baron Soulsby of Swaffham Prior (* 23. Juni 1926; † 8. Mai 2017) war ein britischer Tierarzt, Parasitologe, Hochschullehrer und Politiker der Konservativen Partei, der von 1990 bis 2015 Mitglied des Britischen Oberhauses war.

## Leben

### Hochschullehrer und Oberhausmitglied
Nach dem Schulbesuch absolvierte Soulsby ein Studium der Veterinärmedizin und war nach Beendigung des Studiums zwischen 1949 und 1952 Stadtveterinär von Edinburgh sowie anschließend bis 1954 Lecturer für klinische Parasitologie an der University of Bristol, ehe er zwischen 1954 und 1964 Lektor für Tierpathologie an der University of Cambridge war. Zugleich war er von 1963 bis 1968 Präsident der Weltorganisation für Tierparasitologie.
1964 nahm er den Ruf auf eine Professur für Parasitologie an der University of Pennsylvania an und lehrte dort bis 1978. Zugleich war er zwischen 1965 und 1978 Leiter der dortigen Abteilung für Pathobiologie. Nach seiner Rückkehr nach Großbritannien wurde er 1978 zum Professor für Tierpathologie an die University of Cambridge berufen, an der er bis zu seiner Emeritierung 1993 unterrichtete. Daneben war er von 1978 bis 1993 auch Dekan der Fakultät für Veterinärmedizin der University of Cambridge sowie zeitgleich Fellow am dortigen Wolfson College, das ihn 2004 zum Ehren-Fellow berief.
Neben seiner Lehrtätigkeit war Soulsby Berater zahlreicher Universitäten, Organisationen und Regierungen wie zum Beispiel von 1973 bis 1977 als Vorsitzender der Studiengruppe für parasitische Erkrankungen am Forschungsinstitut des Walter-Reed-Militärkrankenhauses in Washington, D.C. Zwischen 1985 und 1988 war er Vorsitzender des Ausschusses zur Unterstützung von Tierforschungen des Landwirtschafts- und Nahrungsmittelforschungsrates (Agricultural and Food Research Council) sowie zugleich von 1985 bis 1997 Vorsitzender des Veterinärberatungskomitees der Wettbehörde für Pferderennen (Horserace Betting Levy Borard).
Ferner war er Mitglied zahlreicher Organisationen wie zum Beispiel der Studiengruppe für Tropenmedizin und Parasitologie des National Institutes of Health (NIH) in Washington, D.C. (1968 bis 1972) sowie des Wissenschaftlichen Beratungsgremiums der Panamerikanischen Gesundheitsorganisation (Organización Panamericana de la Salud) für das Zoonose-Zentrum in Buenos Aires (1974 bis 1985).
Durch ein Letters Patent vom 22. Mai 1990 wurde Soulsby als Life Peer mit dem Titel Baron Soulsby of Swaffham Prior, of Swaffham Prior in the County of Cambridgeshire, in den Adelsstand erhoben. Kurz darauf erfolgte seine Einführung (Introduction) als Mitglied des House of Lords. Dort gehört er zur Fraktion der Conservative Party. In der Folgezeit übernahm er im Oberhaus einige Funktionen und war unter anderem Mitglied des Oberhausausschusses für Wissenschaft und Technologie sowie Vorsitzender des Enquete-Unterausschusses für antimikrobialen Widerstand sowie des Enquete-Unterausschusses für Infektionsbekämpfung. Am 31. Dezember 2015 schied er freiwillig aus dem House of Lords aus.

### Akademische Ämter und Ehrungen
Soulsby, der Fellow der Royal School of Medicine (1996) sowie des Royal College of Veterinary Surgeons (1997) ist, war ferner Präsident zahlreicher Bildungseinrichtungen wie des Royal College of Veterinary Surgeons (1984 bis 1985), der Royal Society of Medicine (1998 bis 2000), des Royal Institute of Public Health (2003), der Royal Society for Public Health (2007) sowie der Stiftung für Bildung und Forschung der Windward Islands.
Des Weiteren wurde er korrespondierendes Mitglied oder Ehrenmitglied mehrerer in- und ausländischer wissenschaftlicher Institutionen wie der Deutschen Gesellschaft für Parasitologie (1980), Argentinischen Vereinigung der Tierparasitologen (1984), der Britischen Gesellschaft der Parasitologen (1989), der Helminthological Society of Washington (1990), der British Veterinary Association (1991) sowie der Academie Royale de Medicine de Belgique (1992).
Für seine langjährige Lehr- und Forschungstätigkeiten wurde er mehrfach ausgezeichnet, und zwar unter anderem mit der R.N. Chaudhury Goldmedaille der Calcutta School of Tropical Medicine 1976, dem Behring-Bilharz-Preis 1977, Ludwig-Schunk-Preis der Justus-Liebig-Universität Gießen 1979, der Frederich Messenmeier-Medaille der Humboldt-Universität zu Berlin 1990, dem Chiron Award der British Veterinary Association 1998, dem CABI Bioscience Millennium Award 2004, dem Mike Fisher Award der St George’s University von Grenada 2006, dem Distinguished Service Award der St. George’s University von Grenada 2006 sowie dem Wight Award der Britischen Vereinigung für Kleintiermedizin 2009.
Darüber hinaus wurden Soulsby einige Ehrendoktorwürden verliehen wie zum Beispiel durch die University of Pennsylvania (1985), der University of Edinburgh 1990, der Universidad de León (1993), der University of Peradeniya (1994), der University of Glasgow (2001), der University of Liverpool 2004 sowie der University of Lincoln (2007).

## Veröffentlichungen
Soulsby war nicht nur Verfasser von 14 Fachbüchern, sondern auch von mehr als 200 Artikeln und Aufsätzen in Fachzeitschriften. Zu seinen bedeutendsten Veröffentlichungen gehört das Textbook of veterinary clinical parasitology, Oxford 1965.